# 利蒂希娅·梅尼昂
利蒂希娅·梅尼昂（法語：Laetitia Meignan，1960年6月25日—），法国女子柔道运动员。她曾代表法国参加1992年夏季奥林匹克运动会柔道比赛，获得女子72公斤级铜牌。